# Закон о молитвенных собраниях
Закон о молитвенных собраниях (швед. Konventikelplakatet) — закон, принятый в Швеции 12 января 1726 года, который запрещал молитвенные собрания в частных домах вне зданий, принадлежащих Церкви Швеции. В домашней обстановке разрешалось лишь проведение семейной молитвы. Был направлен в первую очередь против пиетистских движений для обеспечения «единства религии». За нарушение полагалась суровое наказание.
В первой половине XIX века закон использовался против сторонников религиозного пробуждения и свободноцерковных движений, что приводило к эмиграции несогласных, в первую очередь в Северную Америку. В итоге вопрос об обмене конвентикельплаката стоял на повестке нескольких сессий парламента Швеции, но был отменён лишь 26 октября 1858 года.

## Дания
Аналогичный закон был принят в Дании 13 января 1741 года и действовал на территории королевства (включая Норвегию) вплоть до 1842 года.

## Финляндия
Закон остался в силе после перехода Финляндии под юрисдикцию Российской империи. За его нарушение привлекались к ответственности Ниило Густав Мальмберг, Йонас Лагус и Пааво Руотсалайнен. Отменён в 1870 году.